# نورمان هولمز
نورمان هولمز (بالإنجليزية: Norman Holmes)‏ (1 يناير 1891 في المملكة المتحدة - ) هو لاعب كرة قدم بريطاني (وحمل سابقاً جنسية المملكة المتحدة لبريطانيا العظمى وأيرلندا) في مركز الدفاع. لعب مع نادي ليتون أورينت ونادي يورك سيتي وهدرسفيلد تاون ونادي ليدز ‏.